# Adrian Goldsmith
Adrian Philip Goldsmith (ur. 15 kwietnia 1921, zm. 25 marca 1961) – australijski lotnik, as myśliwski okresu II wojny światowej.

## Życiorys
Urodził się w Waverley (obecnie przedmieścia Sydney) jako syn Sidneya Goldsmitha i Angielki Philippy Mary (z domu Scott-Coward). Uczęszczał do Newington College. W czasie wielkiego kryzysu przeprowadził się z rodzicami do Avoca Beach gdzie pobierał naukę w Gosford High School. W 1937 w wieku 16 lat znalazł zatrudnienie jako urzędnik w Wydziale Robót Publicznych i Samorządu Lokalnego Nowej Południowej Walii (New South Wales Department of Works and Local Government).
16 września 1940 wstąpił do Royal Australian Air Force. Po ukończeniu szkolenia lotniczego w czerwcu 1941 został skierowany do Anglii w stopniu sierżanta. Otrzymał przydział do 134 dywizjonu następnie służył w 242 dywizjonie. 10 grudnia 1941 w Tuckingmill poślubił Dorothea Rosemary Britton. W lutym 1942 został przeniesiony do 126 dywizjonu stacjonującego na Malcie. 21 kwietnia zestrzelił messerschmiita Bf 109 i uszkodził drugiego, lecz jego samolot został trafiony przez trzecią niemiecką maszynę i częściowo zablokował jego lotki. W pierwszej połowie maja zestrzelił 6 niemieckich i włoskich samolotów. 5 czerwca otrzymał Distinguished Flying Medal. 15 maja 1942 otrzymał promocję na pierwszy stopień oficerski podporucznika (pilot officer). 15 czerwca poprowadził akcję przeciwko żegludze wroga około 130 mil od swojej bazy (210 km), podczas walki zaatakował dużą formacja samolotów przeciwnika i zestrzelił wodnosamolot CANT Z.506, bombowiec Fiat BR.20 oraz prawdopodobnie myśliwiec Macchi MC.200. Za ten wyczyn został odznaczony Distinguished Flying Cross.
Pod koniec lipca 1942 miał na swoim koncie 12 zwycięstw, wrócił do Anglii gdzie służył jako instruktor. W styczniu 1943 został skierowany jako dowódca eskadry do 452 dywizjonu stacjonującego w Batchelor, gdzie brał udział w obronie Darwina przed japońskimi nalotami. W lutym jednostka została przeniesiona do Strauss niedaleko Darwina. 2 maja Goldsmith został zestrzelony lecz udało mu się wyskoczyć na spadochronie, po 24 godzinach spędzonych w morzu na pontonie został odnaleziony i uratowany. We wrześniu awansował na kapitana (flight lieutenant), do tego czasu powiększył swoje konto o 4 japońskie samoloty. W 1943 jego żona zaginęła w czasie podróży do Australii i została uznana za zmarłą. W kwietniu 1944 Goldsmith został przeniesiony jako instruktor do Mildury. 23 października 1943 ożenił się z pielęgniarką wojskową Doris May McGrath, w kościele katolickim w Concord. 31 maja 1945, w stopniu majora (squadron leader) przeszedł do cywila z powodów zdrowotnych. Podczas II wojny światowej odniósł 16 pewnych zwycięstw oraz 3 prawdopodobne.
Po wojnie zamieszkał w Burwood i pracował jako sprzedawca. W 1946 zatrudnił się w Commonwealth Oil Refineries Ltd i podróżował służbowo po Nowej Południowej Walii. W późniejszym czasie awansował na kierownika ds. marketingu.
Adrian Goldsmith zmarł na zapalenie otrzewnej 25 marca 1961 w szpitalu w Sydney. Jego ciało zostało skremowane a prochy rozsypane w morzu Timor.

## Odznaczenia
- Distinguished Flying Medal
- Distinguished Flying Cross